# Bánh bác
Bánh bác là loại bánh truyền thống nổi tiếng của người dân làng Giang Xá (Thị trấn Trạm Trôi, Hoài Đức, Hà Nội). Bánh được miêu tả là có "nhị vàng, xen giữa cánh đỏ, cánh trắng". Đây là loại bánh thường được người dân làm nhân các dịp Tết, lễ hội và các ngày quan trọng khác trong năm. Tương truyền, trước đây bánh là loại đặc sản của người dân trong vùng dùng để tiến vua. Người xứ Đoài xưa có câu ca:
 Dù ai chồng chán vợ chê
 Ăn chiếc bánh bác lại về với nhau.

## Tên gọi
Cũng giống như bánh chưng, tên gọi của bánh bác xuất phát từ chính cách làm loại bánh này, đó là bác ("bác" là một từ đồng nghĩa với "rán", "chiên")

## Nguyên liệu
Nguyên liệu để làm bánh gồm có: 
 • Bột gạo, gạo ở đây phải là gạo nếp 
 • Gấc 
 • Đỗ xanh 
 • Lá chuối, lạt 
• Các phụ liệu khác như vừng,...